# Vaqif Sadıqov
Vaqif Sadıqov, ros. Вагиф Ага-Али-Оглы Садыхов, Wagif Aga-Ali-Oglu Sadygow (ur. 1 kwietnia 1959, Azerbejdżańska SRR) – azerski piłkarz występujący na pozycji napastnika, a wcześniej pomocnika, trener piłkarski.

## Kariera piłkarska

### Kariera klubowa
W 1977 rozpoczął karierę piłkarską w zespole Araz Nachiczewan. Potem występował w klubach Neftçi PFK, Nistru Kiszyniów, Göyäzän Qazax i Xəzər Sumgait. W 1991 zakończył karierę piłkarską.

## Kariera trenerska
Po zakończeniu kariery piłkarza rozpoczął prace szkoleniową. Najpierw trenował kluby Nicat Baku i Neftçi PFK. W latach 1994–1995 prowadził młodzieżową reprezentację Azerbejdżanu. Potem trenował Fərid Baku, po czym w 1997 objął stanowisko głównego trenera kadry narodowej Azerbejdżanu. W 1999 wrócił do pracy szkoleniowej w klubach ANS-Pivani Baku i Şəfa Baku. W 2002 ponownie prowadził narodową reprezentację Azerbejdżanu, a potem wyjechał do Iranu, gdzie szkolił Mashinsazi Tabriz. Od 2004 pracował z azerską młodzieżówką. W 2005 r. po raz trzeci prowadził kadrę narodową Azerbejdżanu. Zastąpił on na tym stanowisku Carlosa Alberto, który został zwolniony po skandalicznym zachowaniu w meczu z Polską (4 czerwca 2005) i słabych wynikach drużyny.